# (19860) Anahtar
(19860) Anahtar (2000 UB52) – planetoida z pasa głównego asteroid okrążająca Słońce w ciągu 4,83 lat w średniej odległości 2,86 j.a. Odkryta 24 października 2000 roku.